# Sarpsborg 08 Fotballforening 2017
Questa voce raccoglie le informazioni riguardanti il Sarpsborg 08 Fotballforening nelle competizioni ufficiali della stagione 2017.

## Stagione
A seguito del 6º posto finale della precedente stagione, il Sarpsborg 08 avrebbe affrontato il campionato di Eliteserien 2017, oltre al Norgesmesterskapet. Il 19 dicembre 2016 è stato compilato il calendario del nuovo campionato, che alla 1ª giornata avrebbe visto il Sarpsborg 08 ospitare il Sogndal, nel weekend dell'1-3 aprile 2016.
Il 7 aprile è stato sorteggiato il primo turno del Norgesmesterskapet 2017: il Sarpsborg 08 avrebbe fatto visita al Drøbak/Frogn. La squadra è arrivata fino alla finale della competizione, quando si è arresa al Lillestrøm.
Il Sarpsborg 08 ha chiuso il campionato al 3º posto, qualificandosi pertanto ai turni preliminari dell'Europa League 2018-2019.

## Maglie e sponsor
Lo sponsor tecnico per la stagione 2017 è stato Select, mentre lo sponsor ufficiale è stato Borregaard. La divisa casalinga era composta da una maglietta blu con una striscia verticale bianca sul petto, pantaloncini e calzettoni bianca. Quella da trasferta era invece costituita da una maglia verde, con pantaloncini e calzettoni neri.
| Casa | Trasferta |

## Rosa
| N. |                      | Ruolo | Calciatore              |
| -- | -------------------- | ----- | ----------------------- |
| 1  | Serbia (bandiera)    | P     | Stefan Čupić            |
| 2  | Danimarca (bandiera) | D     | Andreas Albech          |
| 3  | Finlandia (bandiera) | D     | Henri Toivomäki         |
| 4  | Norvegia (bandiera)  | D     | Morten Sundli           |
| 5  | Danimarca (bandiera) | C     | Matti Lund Nielsen      |
| 6  | Danimarca (bandiera) | C     | Nicolai Poulsen         |
| 6  | Norvegia (bandiera)  | C     | Anders Trondsen         |
| 7  | Norvegia (bandiera)  | C     | Ole Jørgen Halvorsen    |
| 10 | Svezia (bandiera)    | A     | Jonas Lindberg          |
| 11 | Norvegia (bandiera)  | C     | Joackim Jørgensen       |
| 13 | Norvegia (bandiera)  | D     | Ole Heieren Hansen      |
| 14 | Norvegia (bandiera)  | C     | Tobias Heintz           |
| 15 | Norvegia (bandiera)  | D     | Sigurd Rosted           |
| 16 | Norvegia (bandiera)  | D     | Joachim Thomassen       |
| 17 | Norvegia (bandiera)  | C     | Kristoffer Zachariassen |
| 18 | Norvegia (bandiera)  | C     | Tor Øyvind Hovda        |
| 19 | Senegal (bandiera)   | C     | Krépin Diatta           |

| N. |                       | Ruolo | Calciatore                |
| -- | --------------------- | ----- | ------------------------- |
| 20 | Norvegia (bandiera)   | D     | Anders Østli              |
| 21 | Norvegia (bandiera)   | P     | Anders Kristiansen        |
| 22 | Norvegia (bandiera)   | C     | Jon-Helge Tveita          |
| 23 | Norvegia (bandiera)   | C     | Kristoffer Normann Hansen |
| 24 | Capo Verde (bandiera) | C     | Nenass                    |
| 27 | Francia (bandiera)    | A     | Rashad Muhammed           |
| 29 | Norvegia (bandiera)   | D     | Alexander Groven          |
| 44 | Svezia (bandiera)     | A     | Erton Fejzullahu          |
| 45 | Norvegia (bandiera)   | A     | Jørgen Strand Larsen      |
| 50 | Norvegia (bandiera)   | P     | Sander Thulin             |
| 51 | Norvegia (bandiera)   | D     | Stian Leirvik             |
| 52 | Norvegia (bandiera)   | C     | Thomas Herskedal          |
| 53 | Norvegia (bandiera)   | C     | Marcus Moberg             |
| 54 | Norvegia (bandiera)   | A     | Anwar Elyounoussi         |
| 69 | Danimarca (bandiera)  | A     | Patrick Mortensen         |
| 77 | Etiopia (bandiera)    | C     | Amin Askar                |
| –– | Danimarca (bandiera)  | C     | Morten Knudsen            |

## Calciomercato

### Sessione invernale(dal 01/01 al 31/03)
| Arrivi | Arrivi                  | Arrivi                | Arrivi     |
| R.     | Nome                    | da                    | Modalità   |
| ------ | ----------------------- | --------------------- | ---------- |
| P      | Stefan Čupić            | OFK Belgrado          | definitivo |
| D      | Andreas Albech          |                       | svincolato |
| C      | Krépin Diatta           | Oslo Football Academy | definitivo |
| C      | Ole Jørgen Halvorsen    | Odd                   | definitivo |
| C      | Joackim Jørgensen       |                       | svincolato |
| C      | Kristoffer Zachariassen | Nest-Sotra            | definitivo |
| A      | Erton Fejzullahu        |                       | svincolato |

| Partenze | Partenze                | Partenze    | Partenze      |
| R.       | Nome                    | a           | Modalità      |
| -------- | ----------------------- | ----------- | ------------- |
| P        | Arild Østbø             | Rosenborg   | definitivo    |
| D        | Kristinn Jónsson        | Sogndal     | definitivo    |
| D        | Brice Wembangomo        | Jerv        | definitivo    |
| C        | Steffen Ernemann        |             | svincolato    |
| C        | Magnus Hart             | Kvik Halden | prestito      |
| A        | Kachi                   | Bodø/Glimt  | prestito      |
| A        | Pål Alexander Kirkevold | Hobro       | fine prestito |
| A        | Amani Mbedule           | Hødd        | prestito      |

### Tra le due sessioni
| Arrivi | Arrivi | Arrivi | Arrivi   |
| R.     | Nome   | da     | Modalità |
| ------ | ------ | ------ | -------- |

| Partenze | Partenze      | Partenze | Partenze   |
| R.       | Nome          | a        | Modalità   |
| -------- | ------------- | -------- | ---------- |
| D        | Morten Sundli | Öster    | definitivo |

### Sessione estiva(dal 20/07 al 16/08)
| Arrivi           | Arrivi          | Arrivi     | Arrivi        |
| R.               | Nome            | da         | Modalità      |
| ---------------- | --------------- | ---------- | ------------- |
| C                | Amin Askar      |            | svincolato    |
| C                | Nenass          | KFUM Oslo  | definitivo    |
| C                | Nicolai Poulsen | Randers    | prestito      |
| A                | Rashad Muhammed | Florø      | definitivo    |
| Altre operazioni |                 |            |               |
| R.               | Nome            | da         | Modalità      |
| A                | Kachi           | Bodø/Glimt | fine prestito |
| A                | Amani Mbedule   | Hødd       | fine prestito |

| Partenze | Partenze         | Partenze  | Partenze   |
| R.       | Nome             | a         | Modalità   |
| -------- | ---------------- | --------- | ---------- |
| C        | Anders Trondsen  | Rosenborg | definitivo |
| A        | Erton Fejzullahu | Kalmar    | definitivo |
| A        | Kachi            | Strømmen  | prestito   |
| A        | Amani Mbedule    | Notodden  | prestito   |

### Dopo la sessione estiva
| Arrivi | Arrivi         | Arrivi | Arrivi     |
| R.     | Nome           | da     | Modalità   |
| ------ | -------------- | ------ | ---------- |
| C      | Morten Knudsen |        | svincolato |

| Partenze | Partenze             | Partenze | Partenze |
| R.       | Nome                 | a        | Modalità |
| -------- | -------------------- | -------- | -------- |
| A        | Jørgen Strand Larsen | Milan    | prestito |

## Risultati

### Eliteserien

#### Girone di andata
| Arbitro: | Eskås (Oslo) |

|                                  |           |              |
| Rosted 30’, 65’ Zachariassen 55’ | Marcatori | 14’ Ramsland |

| Arbitro: | Kjensli (Oslo) |

|             |           |                                 |
| Carlsen 18’ | Marcatori | 8’, 20’ Mortensen 45’ Jørgensen |

| Arbitro: | Hobber Nilsen (Oslo) |

|                                     |           |  |
| Trondsen 2’ Østli 56’ Mortensen 68’ | Marcatori |  |

| Arbitro: | Hansen (Feda) |

|                                 |           |  |
| Omoijuanfo 32’ (rig.), 73’, 88’ | Marcatori |  |

| Arbitro: | Lundby (Bøverbru) |

|                                                                 |           |                      |
| Mortensen 14’ Lindberg 33’ Lund Nielsen 63’, 76’ Fejzullahu 83’ | Marcatori | 46’ (aut.) Jørgensen |

| Arbitro: | Moen (Haugesund) |

|               |           |                         |
| Thomassen 79’ | Marcatori | 9’ Bendtner 80’ Bakenga |

| Arbitro: | Kjensli (Oslo) |

|                     |           |                  |
| Ulland Andersen 45’ | Marcatori | 30’ Lund Nielsen |

| Arbitro: | Saggi (Drammen) |

|                |           |                 |
| Fejzullahu 72’ | Marcatori | 48’ Lehne Olsen |

| Arbitro: | Lundby (Bøverbru) |

|                   |           |                                |
| Kind Mikalsen 90’ | Marcatori | 39’ Zachariassen 76’ Mortensen |

| Arbitro: | Hagenes (Flaktveit) |

|                        |           |  |
| Rosted 4’ Trondsen 38’ | Marcatori |  |

| Haugesund 28 maggio 2017, ore 18:00 11ª giornata | Haugesund      | 0 – 0 referto | Sarpsborg 08 | Haugesund Stadion (4.004 spett.)\| Arbitro: \| Kjensli (Oslo) \| |
| Arbitro:                                         | Kjensli (Oslo) |               |              |                                                                  |

| Arbitro: | Eskås (Oslo) |

|               |           |  |
| Mortensen 62’ | Marcatori |  |

| Arbitro: | Eskås (Oslo) |

|          |           |  |
| Seck 44’ | Marcatori |  |

| Arbitro: | Skjerven (Kaupanger) |

|                  |           |              |
| Zachariassen 22’ | Marcatori | 73’ Wormgoor |

| Skien 2 luglio 2017, ore 18:00 15ª giornata | Odd           | 0 – 0 referto | Sarpsborg 08 | Skagerak Arena (7.201 spett.)\| Arbitro: \| Hansen (Feda) \| |
| Arbitro:                                    | Hansen (Feda) |               |              |                                                              |

#### Girone di ritorno
| Arbitro: | Kjensli (Oslo) |

|                               |           |                                             |
| Heintz 13’, 42’ Mortensen 73’ | Marcatori | 11’ Udoji 61’ Knudtzon 88’ (rig.) Melgalvis |

| Arbitro: | Døvle (Larvik) |

|  |           |               |
|  | Marcatori | 90’ Mortensen |

| Arbitro: | Hobber Nilsen (Oslo) |

|                                |           |                   |
| Ćosić 63’ (aut.) Halvorsen 90’ | Marcatori | 33’ (aut.) Rosted |

| Arbitro: | Saggi (Drammen) |

|                         |           |                          |
| Rønningen 35’ Mendy 90’ | Marcatori | 61’ Mortensen 80’ Diatta |

| Sarpsborg 21 agosto 2017, ore 19:00 20ª giornata | Sarpsborg 08      | 0 – 0 referto | Strømsgodset | Sarpsborg Stadion (4.378 spett.)\| Arbitro: \| Lundby (Bøverbru) \| |
| Arbitro:                                         | Lundby (Bøverbru) |               |              |                                                                     |

| Arbitro: | Moen (Haugesund) |

|            |           |                          |
| Lekven 90’ | Marcatori | 21’ Halvorsen 57’ Diatta |

| Arbitro: | Hafsås (Trondheim) |

|                                                                |           |  |
| Wangberg 14’, 41’ Landu Landu 16’ Bakenga 26’ Ingebrigtsen 59’ | Marcatori |  |

| Arbitro: | Saggi (Drammen) |

|                                       |           |             |
| Halvorsen 31’ (rig.) Zachariassen 49’ | Marcatori | 53’ Rashani |

| Arbitro: | Moen (Haugesund) |

|                   |           |            |
| Rosted 56’ (aut.) | Marcatori | 65’ Rosted |

| Arbitro: | Steen (Bergen) |

|                            |           |                         |
| Heintz 1’ Zachariassen 12’ | Marcatori | 27’ Njie 87’ Skjønsberg |

| Arbitro: | Kjensli (Oslo) |

|                                     |           |                                 |
| Wæhler 22’ Koomson 26’ Rindarøy 39’ | Marcatori | 5’ Diatta 54’, 88’ Lund Nielsen |

| Arbitro: | Skjerven (Kaupanger) |

|                                                       |           |  |
| Jørgensen 3’, 48’ Zachariassen 32’, 39’ Halvorsen 64’ | Marcatori |  |

| Arbitro: | Steen (Bergen) |

|                          |           |               |
| Green 22’ Torsteinbø 88’ | Marcatori | 17’ Mortensen |

| Arbitro: | Lundby (Bøverbru) |

|               |           |  |
| Mortensen 48’ | Marcatori |  |

| Arbitro: | Eskås (Oslo) |

|                      |           |                                |
| Sigurðarson 61’, 75’ | Marcatori | 51’ Mortensen 55’ Zachariassen |

### Norgesmesterskapet
| Arbitro: | Jonsson Trædal (Oslo) |

|  |           |                                                                                       |
|  | Marcatori | 3’, 11’, 19’ Fejzullahu 21’, 30’, 86’ Diatta 23’ Trondsen 45’, 78’, 90’ Strand Larsen |

| Arbitro: | Moen (Oslo) |

|              |           |                                         |
| Reinback 35’ | Marcatori | 28’ Heintz 67’ Mortensen 90’ Fejzullahu |

| Arbitro: | Hansen (Oslo) |

|  |           |                                                               |
|  | Marcatori | 14’ Mortensen 43’ Lund Nielsen 63’ Halvorsen 66’ Zachariassen |

| Arbitro: | Eskås (Oslo) |

|                                                         |           |  |
| Rossbach 38’ (aut.), 41’ (aut.) Diatta 47’ Trondsen 52’ | Marcatori |  |

| Arbitro: | Eskås (Oslo) |

|            |           |                             |
| Jansen 33’ | Marcatori | 66’ Zachariassen 85’ Heintz |

| Arbitro: | Hansen (Feda) |

|  |           |                                      |
|  | Marcatori | 25’ Diatta 59’, 90’ (rig.) Halvorsen |

| Arbitro: | Hobber Nilsen (Oslo) |

|                                           |           |                                |
| Kind Mikalsen 2’ Haakenstad 11’ Kippe 59’ | Marcatori | 24’ Mortensen 64’ (aut.) Kippe |

## Statistiche

### Statistiche di squadra
| Competizione       | Punti | In casa | In casa | In casa | In casa | In casa | In casa | In trasferta | In trasferta | In trasferta | In trasferta | In trasferta | In trasferta | Totale | Totale | Totale | Totale | Totale | Totale | DR  |
| Competizione       | Punti | G       | V       | N       | P       | Gf      | Gs      | G            | V            | N            | P            | Gf           | Gs           | G      | V      | N      | P      | Gf     | Gs     | DR  |
| ------------------ | ----- | ------- | ------- | ------- | ------- | ------- | ------- | ------------ | ------------ | ------------ | ------------ | ------------ | ------------ | ------ | ------ | ------ | ------ | ------ | ------ | --- |
| Eliteserien        | 51    | 15      | 9       | 5       | 1       | 32      | 13      | 15           | 4            | 7            | 4            | 18           | 23           | 30     | 13     | 12     | 5      | 50     | 36     | +14 |
| Norgesmesterskapet | -     | 1       | 1       | 0       | 0       | 4       | 0       | 6            | 5            | 0            | 1            | 24           | 6            | 7      | 6      | 0      | 1      | 28     | 6      | +22 |
| Totale             | -     | 16      | 10      | 5       | 1       | 36      | 13      | 21           | 9            | 7            | 5            | 42           | 29           | 37     | 19     | 12     | 6      | 78     | 42     | +36 |

### Andamento in campionato
| Giornata  | 1 | 2 | 3 | 4 | 5 | 6 | 7 | 8 | 9 | 10 | 11 | 12 | 13 | 14 | 15 | 16 | 17 | 18 | 19 | 20 | 21 | 22 | 23 | 24 | 25 | 26 | 27 | 28 | 29 | 30 |
| --------- | - | - | - | - | - | - | - | - | - | -- | -- | -- | -- | -- | -- | -- | -- | -- | -- | -- | -- | -- | -- | -- | -- | -- | -- | -- | -- | -- |
| Luogo     | C | T | C | T | C | C | T | C | T | C  | T  | C  | T  | C  | T  | C  | T  | C  | T  | C  | T  | T  | C  | T  | C  | T  | C  | T  | C  | T  |
| Risultato | V | V | V | P | V | P | N | N | V | V  | N  | V  | P  | N  | N  | N  | V  | V  | N  | N  | V  | P  | V  | N  | N  | N  | V  | P  | V  | N  |
| Posizione | 2 | 2 | 1 | 3 | 2 | 2 | 2 | 4 | 4 | 3  | 3  | 2  | 3  | 3  | 3  | 3  | 2  | 2  | 2  | 2  | 2  | 3  | 2  | 2  | 3  | 3  | 3  | 3  | 3  | 3  |

Fonte:  Eliteserien 2017, su altomfotball.no, Altomfotball.
Legenda:

Luogo: C = Casa; T = Trasferta. Risultato: V = Vittoria; N = Pareggio; P = Sconfitta.

### Statistiche dei giocatori
| Giocatore         | Eliteserien | Eliteserien | Eliteserien | Eliteserien | Norgesmesterskapet | Norgesmesterskapet | Norgesmesterskapet | Norgesmesterskapet | Coppe europee | Coppe europee | Coppe europee | Coppe europee | Altre coppe | Altre coppe | Altre coppe | Altre coppe | Totale   | Totale | Totale      | Totale     |
| Giocatore         | Presenze    | Reti        | Ammonizioni | Espulsioni  | Presenze           | Reti               | Ammonizioni        | Espulsioni         | Presenze      | Reti          | Ammonizioni   | Espulsioni    | Presenze    | Reti        | Ammonizioni | Espulsioni  | Presenze | Reti   | Ammonizioni | Espulsioni |
| ----------------- | ----------- | ----------- | ----------- | ----------- | ------------------ | ------------------ | ------------------ | ------------------ | ------------- | ------------- | ------------- | ------------- | ----------- | ----------- | ----------- | ----------- | -------- | ------ | ----------- | ---------- |
| A. Albech         | 13          | 0           | 3           | 2           | 5                  | 0                  | 1                  | 0                  |               |               |               |               |             |             |             |             | 18       | 0      | 4           | 2          |
| A. Askar          | 11          | 0           | 3           | 0           | 3                  | 0                  | 0                  | 0                  |               |               |               |               |             |             |             |             | 14       | 0      | 3           | 0          |
| S. Čupić          | 0           | -0          | 0           | 0           | 5                  | -3                 | 0                  | 0                  |               |               |               |               |             |             |             |             | 5        | -3     | 0           | 0          |
| K. Diatta         | 22          | 3           | 1           | 0           | 5                  | 5                  | 1                  | 0                  |               |               |               |               |             |             |             |             | 27       | 8      | 2           | 0          |
| A. Elyounoussi    | 0           | 0           | 0           | 0           | 0                  | 0                  | 0                  | 0                  |               |               |               |               |             |             |             |             | 0        | 0      | 0           | 0          |
| E. Fejzullahu     | 12          | 2           | 1           | 0           | 3                  | 4                  | 0                  | 0                  |               |               |               |               |             |             |             |             | 15       | 6      | 1           | 0          |
| A. Groven         | 4           | 0           | 0           | 0           | 1                  | 0                  | 0                  | 0                  |               |               |               |               |             |             |             |             | 5        | 0      | 0           | 0          |
| O. Halvorsen      | 27          | 4           | 5           | 0           | 5                  | 3                  | 0                  | 0                  |               |               |               |               |             |             |             |             | 32       | 7      | 5           | 0          |
| O. Heieren Hansen | 2           | 0           | 0           | 0           | 4                  | 0                  | 0                  | 0                  |               |               |               |               |             |             |             |             | 6        | 0      | 0           | 0          |
| T. Heintz         | 22          | 3           | 0           | 0           | 7                  | 2                  | 0                  | 0                  |               |               |               |               |             |             |             |             | 29       | 5      | 0           | 0          |
| T. Herskedal      | 0           | 0           | 0           | 0           | 0                  | 0                  | 0                  | 0                  |               |               |               |               |             |             |             |             | 0        | 0      | 0           | 0          |
| T. Hovda          | 10          | 0           | 1           | 0           | 3                  | 0                  | 0                  | 0                  |               |               |               |               |             |             |             |             | 13       | 0      | 1           | 0          |
| J. Jørgensen      | 24          | 3           | 2           | 0           | 5                  | 0                  | 1                  | 0                  |               |               |               |               |             |             |             |             | 29       | 3      | 3           | 0          |
| M. Knudsen        | 0           | 0           | 0           | 0           | 0                  | 0                  | 0                  | 0                  |               |               |               |               |             |             |             |             | 0        | 0      | 0           | 0          |
| A. Kristiansen    | 30          | -36         | 1           | 0           | 2                  | -3                 | 0                  | 0                  |               |               |               |               |             |             |             |             | 32       | -39    | 1           | 0          |
| S. Leirvik        | 0           | 0           | 0           | 0           | 0                  | 0                  | 0                  | 0                  |               |               |               |               |             |             |             |             | 0        | 0      | 0           | 0          |
| J. Lindberg       | 24          | 1           | 1           | 0           | 4                  | 0                  | 0                  | 0                  |               |               |               |               |             |             |             |             | 28       | 1      | 1           | 0          |
| M. Lund Nielsen   | 27          | 5           | 4           | 0           | 4                  | 1                  | 0                  | 0                  |               |               |               |               |             |             |             |             | 31       | 6      | 4           | 0          |
| M. Moberg         | 0           | 0           | 0           | 0           | 0                  | 0                  | 0                  | 0                  |               |               |               |               |             |             |             |             | 0        | 0      | 0           | 0          |
| R. Muhammed       | 0           | 0           | 0           | 0           | 0                  | 0                  | 0                  | 0                  |               |               |               |               |             |             |             |             | 0        | 0      | 0           | 0          |
| P. Mortensen      | 30          | 12          | 0           | 0           | 6                  | 3                  | 1                  | 0                  |               |               |               |               |             |             |             |             | 36       | 15     | 1           | 0          |
| Nenass            | 1           | 0           | 0           | 0           | 0                  | 0                  | 0                  | 0                  |               |               |               |               |             |             |             |             | 1        | 0      | 0           | 0          |
| K. Normann Hansen | 4           | 0           | 0           | 0           | 1                  | 0                  | 0                  | 0                  |               |               |               |               |             |             |             |             | 5        | 0      | 0           | 0          |
| A. Østli          | 12          | 1           | 1           | 0           | 1                  | 0                  | 0                  | 0                  |               |               |               |               |             |             |             |             | 13       | 1      | 1           | 0          |
| N. Poulsen        | 8           | 0           | 1           | 0           | 3                  | 0                  | 0                  | 0                  |               |               |               |               |             |             |             |             | 11       | 0      | 1           | 0          |
| S. Rosted         | 27          | 4           | 3           | 1           | 6                  | 0                  | 1                  | 0                  |               |               |               |               |             |             |             |             | 33       | 4      | 4           | 1          |
| J. Strand Larsen  | 3           | 0           | 0           | 0           | 3                  | 3                  | 0                  | 0                  |               |               |               |               |             |             |             |             | 6        | 3      | 0           | 0          |
| M. Sundli         | 0           | 0           | 0           | 0           | 0                  | 0                  | 0                  | 0                  |               |               |               |               |             |             |             |             | 0        | 0      | 0           | 0          |
| J. Thomassen      | 26          | 1           | 5           | 0           | 6                  | 0                  | 0                  | 0                  |               |               |               |               |             |             |             |             | 32       | 1      | 5           | 0          |
| S. Thulin         | 0           | -0          | 0           | 0           | 0                  | -0                 | 0                  | 0                  |               |               |               |               |             |             |             |             | 0        | 0      | 0           | 0          |
| H. Toivomäki      | 4           | 0           | 0           | 0           | 0                  | 0                  | 0                  | 0                  |               |               |               |               |             |             |             |             | 4        | 0      | 0           | 0          |
| A. Trondsen       | 18          | 2           | 3           | 0           | 3                  | 2                  | 0                  | 0                  |               |               |               |               |             |             |             |             | 21       | 4      | 3           | 0          |
| J. Tveita         | 17          | 0           | 0           | 0           | 2                  | 0                  | 0                  | 0                  |               |               |               |               |             |             |             |             | 19       | 0      | 0           | 0          |
| K. Zachariassen   | 29          | 8           | 5           | 0           | 5                  | 2                  | 1                  | 0                  |               |               |               |               |             |             |             |             | 34       | 10     | 6           | 0          |